# Tapmokberget
Tapmokberget är ett naturreservat i Jokkmokks kommun i Norrbottens län.
Området är naturskyddat sedan 2013 och är 2,1 kvadratkilometer stort. Reservatet omfattar östsluttningen av Tapmokberget och nedre norra ner mot Tapmokträsket. Reservatet består av lövrika barrblandskogar och sumpskog. 